# Vijayraghavgarh
Vijayraghavgarh é uma cidade e uma nagar panchayat no distrito de Katni, no estado indiano de Madhya Pradesh.

## Demografia
Segundo o censo de 2001, Vijayraghavgarh tinha uma população de 7157 habitantes. Os indivíduos do sexo masculino constituem 53% da população e os do sexo feminino 47%. Vijayraghavgarh tem uma taxa de literacia de 67%, superior à média nacional de 59.5%: a literacia no sexo masculino é de 76% e no sexo feminino é de 56%. Em Vijayraghavgarh, 16% da população está abaixo dos 6 anos de idade.